# Concepción Aleixandre

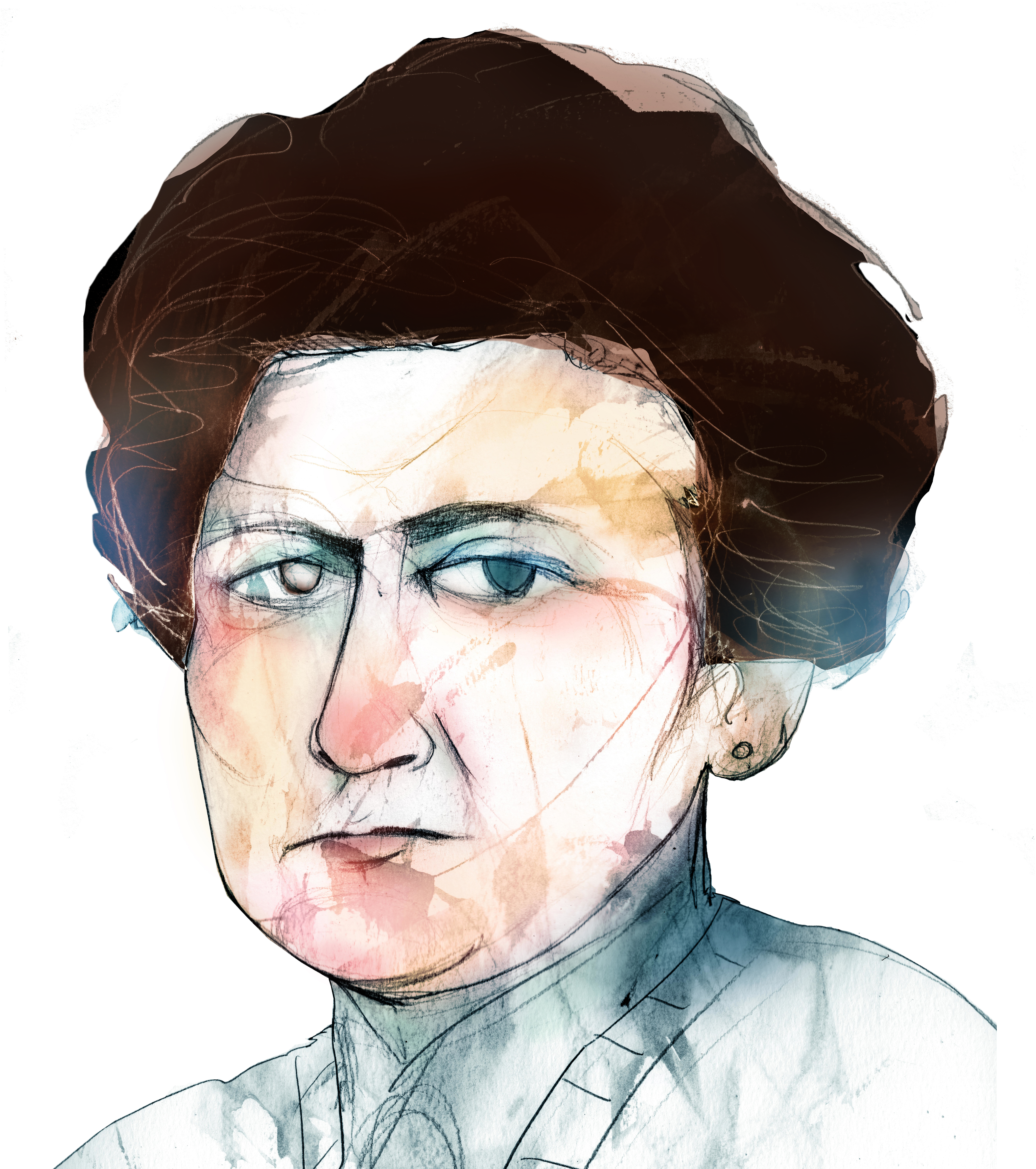
Porträt von Eulogia Merle als Teil des Salón de los ilustres (2011), Museo Nacional de Ciencia y Tecnología, Madrid

María Concepción Aleixandre Ballester (* 2. Februar 1862 in Valencia; † 1952 ebenda) war eine spanische Lehrerin, Gynäkologin, Erfinderin und Frauenrechtlerin. Sie gehörte verschiedenen Institutionen an, wie dem Organisationskomitee des Congreso Pedagógico (1892), dem Consejo Nacional de Mujeres („Nationalen Frauenrat“, 1919), der Frauensektion der Unión Iberoamericana, der Aufsichtsbehörde für medizinische Schulen, der Sociedad Ginecológica Española (1892) und der Asociación Española para el Progreso de las Ciencias („Verein zur Förderung der Wissenschaft“).

## Leben
Aleixandre arbeitete ab 1883 als Lehrerin. Sie schloss 1889 ihr Studium als nur eine von drei Frauen Ende des 19. Jahrhunderts an der medizinischen Fakultät der Universidad de Valencia ab.
Aleixandre wurde eine renommierte Wissenschaftlerin auf dem Gebiet der Gynäkologie, die ihre wissenschaftlichen Arbeiten regelmäßig in der spanischen medizinischen Fachpresse veröffentlichte. Sie arbeitete als Oberärztin am Hospital de la Princesa in Madrid und als Ärztin an der Provincial Beneficencia de la Casa de Maternidad e Inclusa und führte eine eigene Praxis. 1910 ließ sie sich zwei gynäkologische Instrumente zur Korrektur der Gebärmuttersenkung patentieren (OEPM, Patent 47109).
Aleixandre engagierte sich in der Verbreitung des Wissens um die Wichtigkeit von Hygiene, insbesondere unter Frauen. In der Zeitschrift La Medicina Social Española leitete sie die Rubrik „Frauengesundheit“ (1916–1920). Sie hielt Vorträge und Kundgebungen im Rahmen von Gesundheitskampagnen und über Sozialhygiene und war auch an anderen Aufklärungsarbeiten des Centro Popular Iberoamericano in Madrid beteiligt.
Sie war in diversen wissenschaftlichen Organisationen aktiv, darunter in der Sociedad Ginecológica Española (als erste Frau, 1892), in der Sociedad Española de Higiene und in der Asociación Española para el Progreso de las Ciencias (1912), sowie in Organisationskomitees wissenschaftlicher Konferenzen, wie dem Congreso Médico Farmacéutico de Valencia (1891), dem Congreso Pedagógico (1892) oder dem Congreso de Educación Física (1917). 
Sie gehörte zudem mehreren reinen Frauenvereinen an und engagierte sich für die Förderung der Rechte der Frauen. Sie unterstützte die Kampagne für die Ernennung der Schriftstellerin Emilia Pardo Bazán zum Mitglied der Real Academia Española. Sie stand ebenfalls der 1913 gegründeten privaten Einrichtung Protección Médica vor, deren Ziel es war, die Witwen und Waisen von Ärzten und Frauen und Kinder von arbeitsunfähigen Ärzten zu unterstützen.
1928 wurde der Verband spanischer Ärztinnen (Asociación de Médicas Españolas) von einer Gruppe von Ärztinnen gegründet, darunter einige Pionierinnen der spanischen Medizin wie Trinidad Arroyo und Elisa Soriano Fisher, und Aleixandre wurde Präsidentin des Verbandes. Sie nahmen an internationalen Kongressen der Medical Women’s International Association teil und gründeten die Zeitschrift Las médicas als Verbreitungsmedium.
Im Jahr 2001 war Concepción Aleixandre eine der Frauen, die für die Ausstellung 100 mujeres del siglo XX que abrieron camino a la igualdad en el siglo XXI („100 Frauen des 20. Jahrhunderts, die den Weg für die Gleichberechtigung im 21. Jahrhundert ebneten“), ausgewählt wurden.

## Veröffentlichungen (Auswahl)
Ihr schriftliches Werk besteht hauptsächlich aus Artikeln, die in Fachzeitschriften und auf Konferenzen veröffentlicht wurden, sowie aus Redetexten, die sie vor wissenschaftlichen Gremien hielt:
- Fenómenos y enfermedades propias de la mujer. In: Primer Congreso Médico Farmacéutico Valenciano. Band 1, 1891, S. 244–248.
- Algo de higiene. In: Unión Iberoamerican. Band XVIII, Oktober 1904, S. 52–53.
- Para las futuras madres. In: Unión Iberoamerican. Band XIX, April 1905, S. 22–23.
- Higiene para los emigrantes e inmigrantes en los países iberoamericanos. In: Unión Iberoamerican. Band XX, April 1906, S. 133–136.
- La salud de los niños y la Patria. In: Unión Iberoamerican. Band XXII, Januar 1908, S. 15–30.
- Maternología. In: La Escuela Moderna. Nr. 279, November 1914, S. 911–920.
- Educación de la niña como madre futura. In: La Medicina Social Española. Nr. 1, 1916, S. 25–26.
- ¿Hasta cuando? In: La Medicina Social Española. Nr. 1, 1916, S. 179–181.
- La sublime ciencia. In: La Medicina Social Española. Nr. 1, 1916, S. 339–341.
- Por y para los niños. In: La Medicina Social Española. Nr. 1, 1916, S. 433–436.
- La lactancia y la tuberculosis. In: La Medicina Social Española. Nr. 1, 1916, S. 630–636.
- La mujer en medicina. In: La Medicina Social Española. Nr. 2, 1917, S. 116–118.
- De educación física. In: La Medicina Social Española. Nr. 2, 1917, S. 686–689.
- Nuestras leyes. In: La Medicina Social Española. Nr. 3, 1918, S. 23–24.
- Consideraciones especiales sobre higiene físicopsicológica y patología de la infancia femenina. In: La Medicina Social Española. Nr. 3, 1918, S. 312–316; 334–338.
- Sueños que debieran ser realidades. In: La Medicina Social Española. Nr. 4, 1919, S. 16–17.
- Al fin. In: La Medicina Social Española. Nr. 4, 1919, S. 338–339.